# 明星海鮮酒家

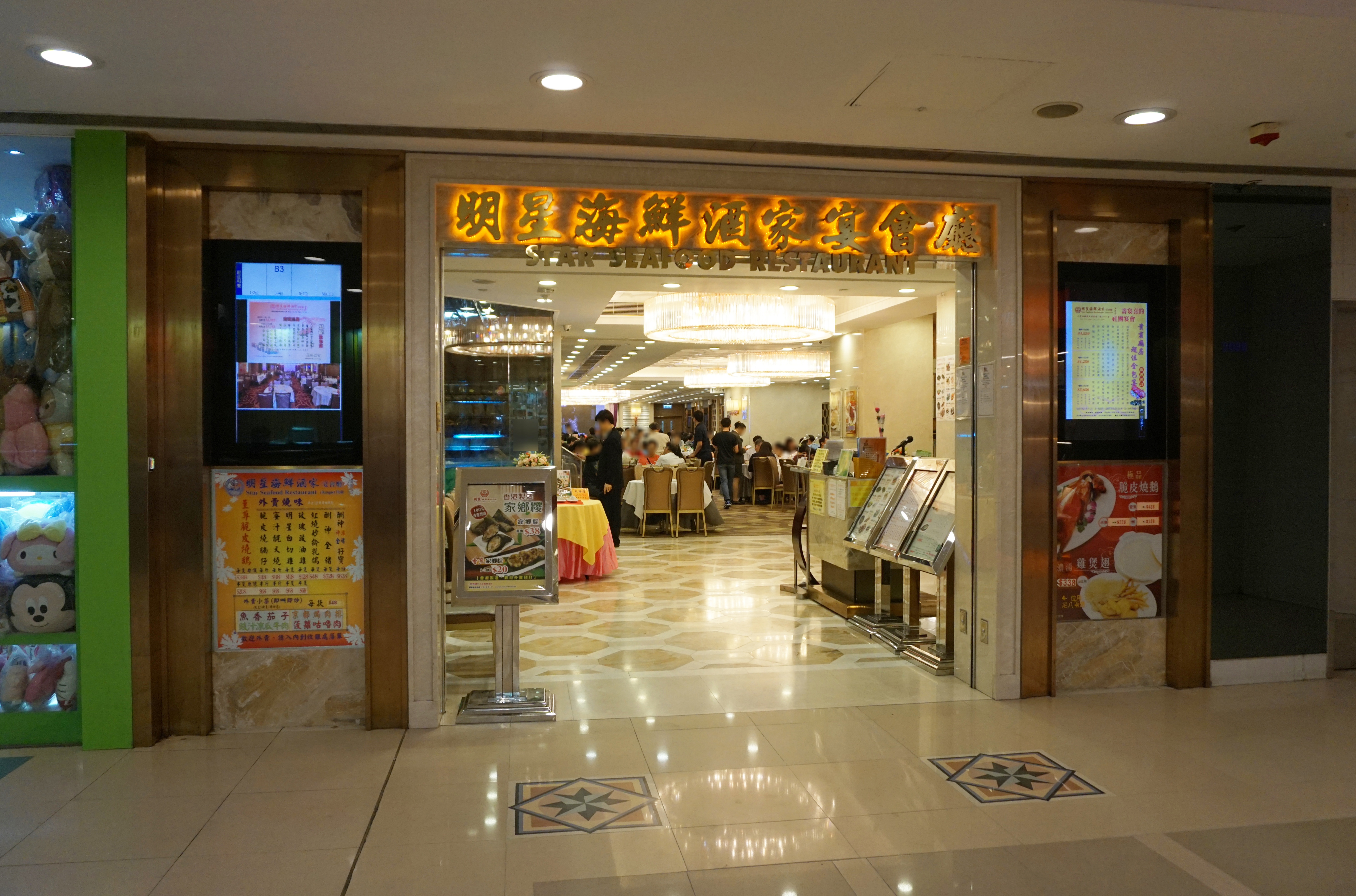
明星海鮮酒家（油塘店）（已結業）

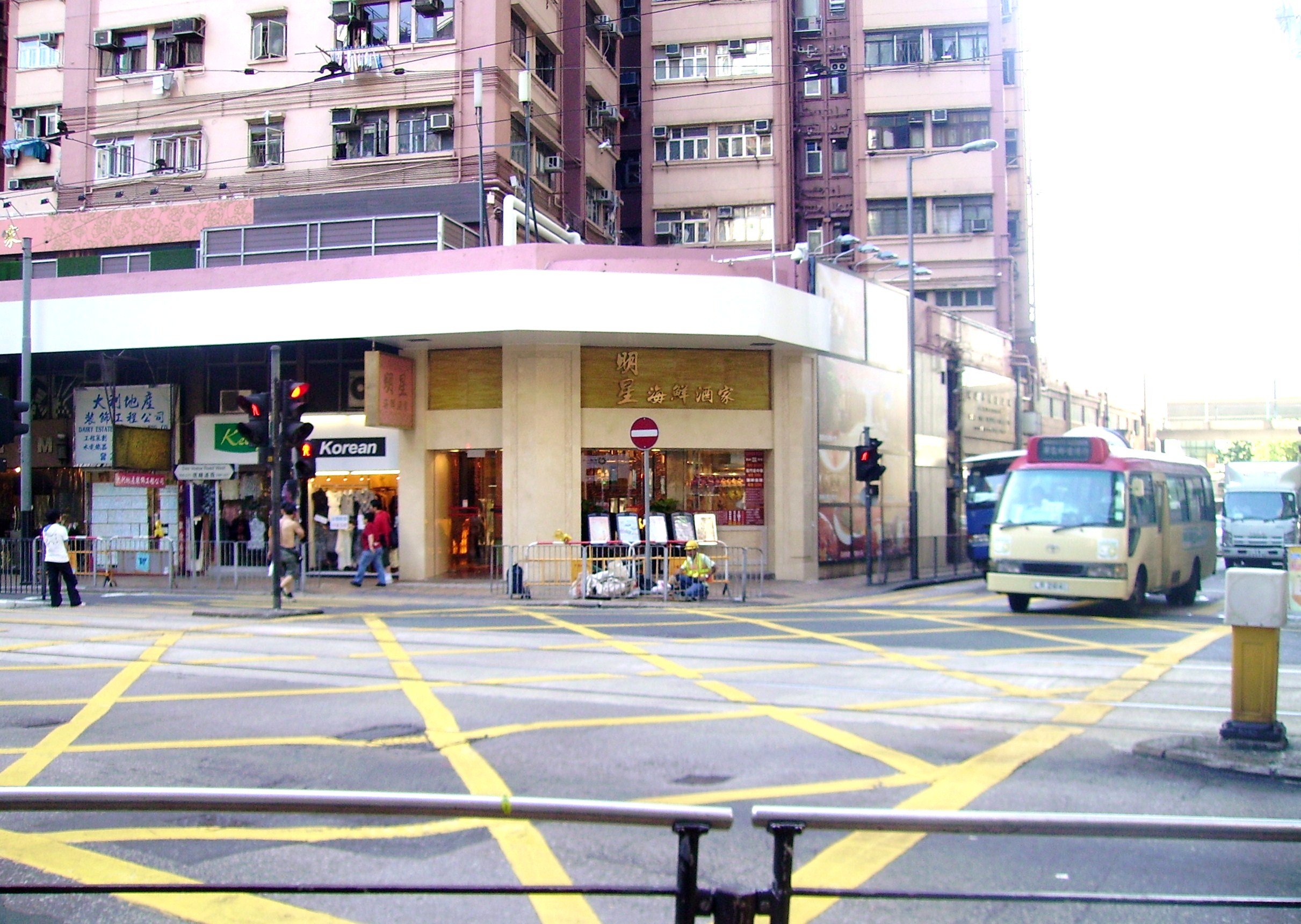
明星海鮮燒鵝專門店（西營盤店，更名前）

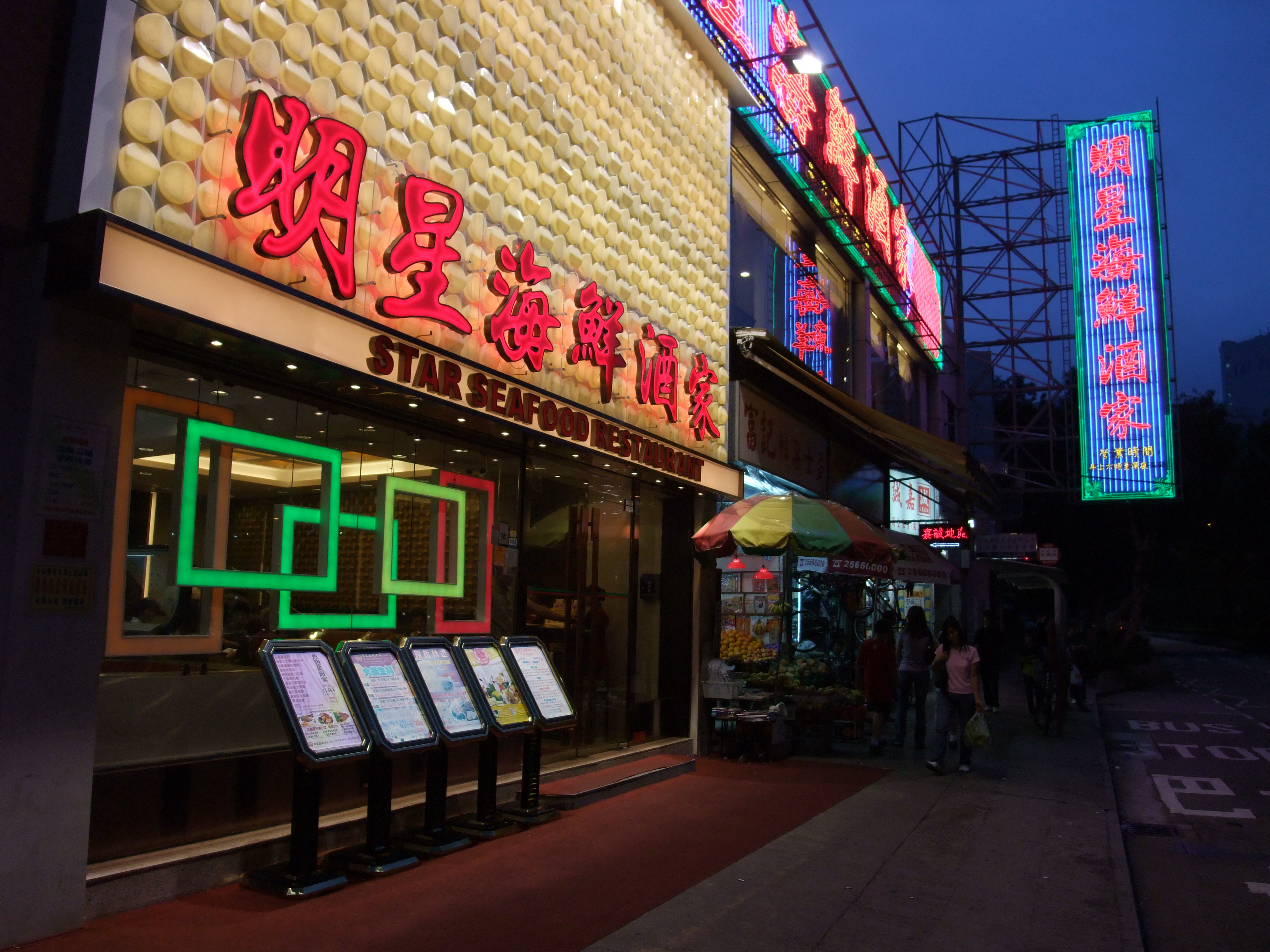
明星皇宮（大埔店，更名前）

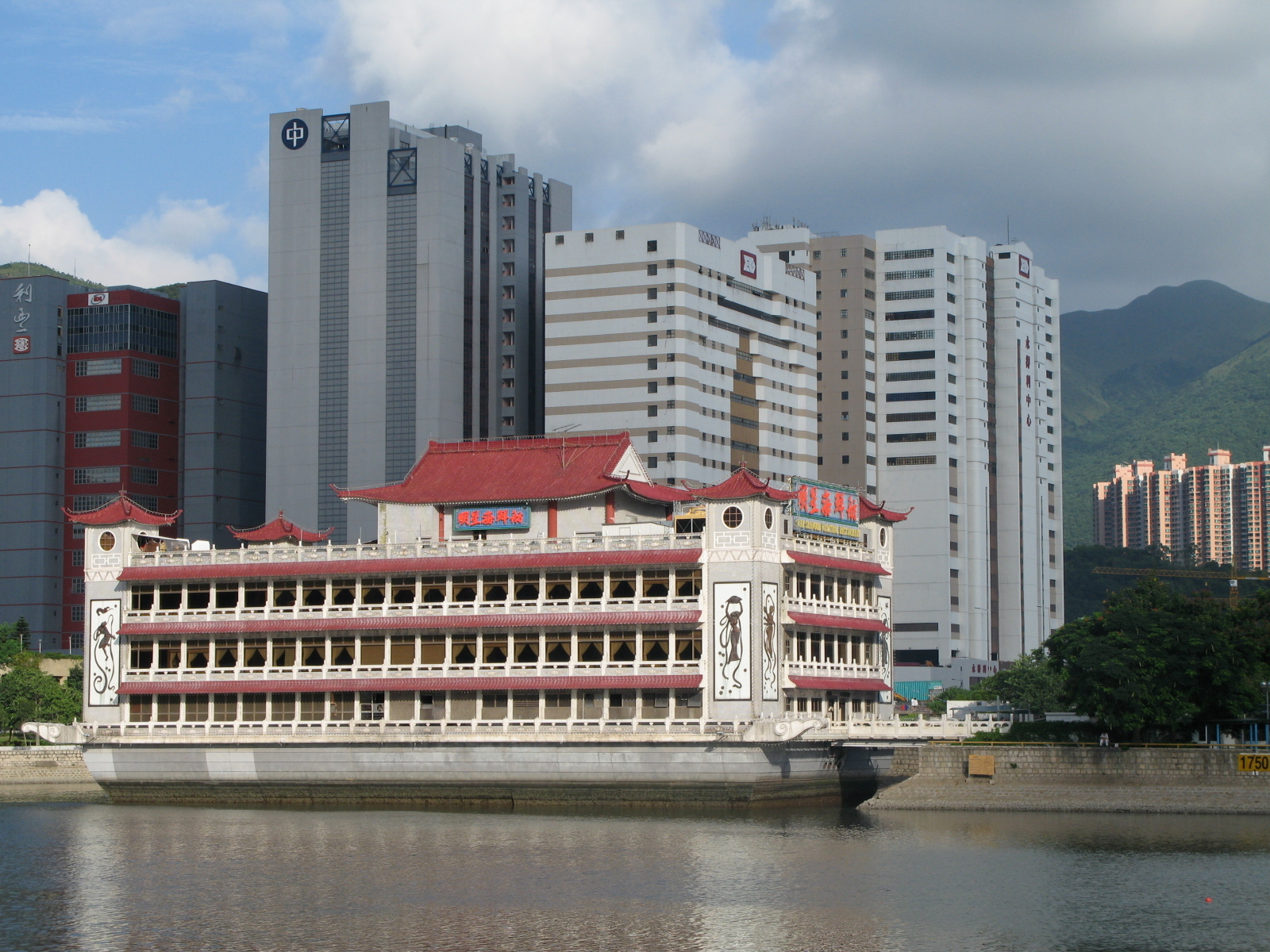
明星海鮮舫（已結業）

明星海鮮酒家（集團）（英語：Star Seafood Restaurant（Group））是香港一家中式酒樓飲食集團，本集團成立於2000年，至今擁有5個品牌，包括明星海鮮酒家、明星海鮮燒鵝專門店、明星金閣、明星皇宮及明星樓，員工人數超過3,000名。

## 集團品質
- 榮獲香港旅遊發展局優質食肆認證
- 優質旅遊服務協會（QTSA）認證
- 勞工處五常法優質企業管理[1]
- 中華廚藝學院督導管理證書課程[1]

## 品牌及門市

### 明星海鮮酒家
- 九龍觀塘宜安街
- 新界大埔廣福商場

### 明星海鮮燒鵝專門店
- 香港島西營盤德輔道西
- 九龍新蒲崗爵祿街
- 新界大圍大圍道
- 新界屯門蝴蝶廣場

### 明星金閣
- 香港島筲箕灣筲箕灣道
- 九龍深水埗大埔道
- 九龍牛頭角牛頭角道
- 新界屯門屯門栢麗廣場

### 明星皇宮
- 新界大埔汀角路
- 新界粉嶺祥華商場
- 新界元朗阜財街

### 明星樓
- 西九龍柯士甸道西戲曲中心

## 已結業的品牌

### 明星海鮮酒家
- 香港島北角英皇道五洲大廈[2]
- 九龍油麻地彌敦道[3]
- 九龍油塘鯉魚門廣場[4]
- 新界葵涌和宜合道[5]
- 新界葵涌葵盛東商場[6]
- 新界荃灣石圍角商場[7]

### 明星海鮮燒鵝專門店
- 九龍黃大仙竹園廣場[8]

### 雍雅海鮮酒家
- 九龍牛頭角牛頭角道[9]

### 明星海鮮舫
- 新界沙田大涌橋路[10]

## 事件
2020年2月，一名62歲居於青衣長康邨康美樓的女子，與一齊同住的37歲兒子及媳婦，在年初二與20多名親戚在北角明星海鮮酒家聚餐後，確診新型冠狀病毒，其後媳婦的父親、姨母、表親、姨母的外傭亦相繼確診。其後，北角明星亦永久停業。
另外，一名48歲駐守北角警署的男警員，自同年2月18日起出現發燒和咳嗽，出現病徵後沒有上班，但同日晚上與出席西營盤明星海鮮燒鵝專門店聚會，翌日到觀塘社區健康中心求診，確診患上新型冠狀病毒。與他一同出席聚會的59個同僚亦需接受檢疫。而西營盤明星其後亦暫停營業。
2020年12月30日，香港衞生署衞生防護中心傳染病處主任張竹君醫生透露，新蒲崗明星海鲜酒家有3至4名員工確診新型冠狀病毒，數十名員工將送去檢疫中心接受檢疫。
2022年2月，明星海鮮酒家稱因應新冠病毒疫情十分嚴峻，為保障員工及顧客的安全，除深水埗及筲箕灣店外，其他分店由即日起暫停營業，直至同年4月才全線重開。
2025年7月，明星酒家黃大仙竹園廣場店稱因租約期間而宣告在同年8月1日起結業。員工稱因為酒樓生意減及業主領展拒絕減租而結業。工會指酒樓員工欠薪，向勞工處求助，但酒樓負責人否認。

## 資料來源
1. 1 2 3 4 5  . 明星海鮮酒家（集團）. 2016年  [2017-06-14]. （原始内容存档于2017-06-14）.（繁體中文）
2. ↑  明星海鮮酒家
3. ↑  明星海鮮酒家
4. ↑  明星海鮮酒家
5. ↑  明星海鮮酒家
6. ↑  明星海鮮酒家
7. ↑  明星海鮮酒家
8. ↑  明星海鮮燒鵝專門店
9. ↑  雍雅海鮮酒家
10. ↑  明星海鮮舫
11. ↑  .   [2020-02-22]. （原始内容存档于2020-02-21）.
12. ↑  .   [2020-02-22]. （原始内容存档于2020-02-18）.
13. ↑  .   [2020-02-21]. （原始内容存档于2020-02-24）.
14. ↑  . topick.hket.com.   [2020-07-16]. （原始内容存档于2020-07-17）.
15. ↑  . hkcna.   [2021-02-23]. （原始内容存档于2021-01-26）.
16. ↑  明星海鮮酒家今起大部分分店停業
17. ↑  禁聚措施玩殘百業 明星海鮮酒家今起全線分店停運
18. ↑  疫情稍緩　明星海鮮酒家全線分店今復業
19. ↑  黃大仙明星酒家8月1日結業 員工：生意跌領展拒減租
20. ↑  明星酒樓竹園分店據報將結業　工會稱部分員工遭拖糧
21. ↑  黃大仙明星酒家結業　酒樓負責人否認欠薪　何啟明證勞工處收求助

## 外部連結
- 明星海鮮酒家（集團） （页面存档备份，存于）
- 香港明星故事傳奇